# Alonso de Corduba
Alonso de Corduba (...) è un pittore italiano.
Alonso de Corduba,  di chiare ascendenze spagnole fu titolare di una bottega di pittura a Bitonto (Bari) dove risiedette tra il 1594 e 1619, al cui periodo si rifanno le notizie documentarie pervenuteci. Sappiamo che si sposò due volte e dalla seconda moglie nacque il figlio Francesco anche lui pittore e incisore noto.
Nel 1595 realizza per la Chiesa di San Giovanni Battista in Turi una tela della Madonna del Rosario con Domenico di Guzmán, Santa Caterina da Siena e Santi, con ai margini quindici ovali con le poste del Rosario.
Di due opere commissionate nel 1596 e 1597, raffiguranti un'Annunciazione e un Battesimo di Cristo, segnatamente per la Chiesa dell'Annunziata e per la Cattedrale di Bitonto, non abbiamo notizie circa la loro effettiva realizzazione.
Sempre al 1597, risale una Vergine in gloria tra s. Giov. Battista e s. Antonio abate, tuttora esistente nella Chiesa del Carmine di Bitonto, commissionata da un nobile genovese sposato con una donna bitontina.
Al 1602 e 1603 risalgono le tele datate e firmate del Martirio di San Lorenzo e della Vergine Immacolata tra San Francesco e San Leonardo, rispettivamente per la chiesa del Carmine di Giovinazzo, e per la chiesa di S. Teresa a Bitonto, ora nella Pinacoteca A. Marena della stessa città.
Nel 1604 realizza Quarta una Madonna del Rosario per la chiesa di S. Domenico a Ruvo, dipinta a Bitonto nel 1604 e donata ai frati domenicani dal chierico ruvese Fabrizio De Amato.
Nel 1608 realizza una tela raffigurante una Madonna Glycophilousa tra S. Donato di Arezzo e S. Vincenzo Ferreri ora nella Pinacoteca A. Marena a Bitonto.
La sua pittura pur rivolta verso tendenze tardo manieristiche napoletane introdotte in Puglia da Gaspar Hovic e dal suo allievo Andrea Bordoni, rimarrà intrappolata dalle esigenze devozionali controriformistiche di una classe di nobili di provincia e di zelanti ecclesiastici, pur cercando uno svecchiamento della stessa.